# Mycalesis igoleta
Mycalesis igoleta är en fjärilsart som beskrevs av Felder 1863. Mycalesis igoleta ingår i släktet Mycalesis och familjen praktfjärilar. Inga underarter finns listade i Catalogue of Life.